# Nesim Mir
Nesim Mir, född 8 maj 1998, är en svensk skådespelare.

## Biografi
Nesim Mir är utbildad inom improvisationsteater 2019 och har även studerat skådespeleri vid Cinemantrix samma år. Nesim kombinerar sitt konstnärliga arbete med akademiska studier och är för närvarande läkarkandidat vid Karolinska Institutet.
År 2023 vann han tillsammans med Johannes Mejreh ett entreprenörskapspris på 100 000 kronor i kapital för att bedriva sitt företag StudyCafe, en plattform som erbjuder läxhjälp. Som skådespelare har Nesim medverkat i flera produktioner. I filmen Nollbudget spelade han en av huvudkaraktärerna, medan han i SVT-serien Från Insidan gestaltar Yousef, en av huvudkaraktärerna, en ung man född in i ett kriminellt familjenätverk. Serien hade premiär 2024.

## Filmografi (i urval)
- 2024 – Från insidan (TV-serie)